# Éliminatoires du Championnat d'Europe de football espoirs 2011 - Groupe 10
Cet article donne les résultats des matchs du groupe 10 des éliminatoires du championnat d'Europe de football espoirs 2011.

## Classement
| Rang | Équipe      | Pts | J | G | N | P | Bp | Bc | Diff |  | Résultats (▼ dom., ► ext.) |     |     |     |     |     |
| ---- | ----------- | --- | - | - | - | - | -- | -- | ---- |  | -------------------------- | --- | --- | --- | --- | --- |
| 1    | Écosse      | 17  | 8 | 5 | 2 | 1 | 16 | 7  | +9   |  | Albanie                    |     | 2-2 | 1-0 | 1-2 | 0-1 |
| 2    | Biélorussie | 17  | 8 | 5 | 2 | 1 | 16 | 11 | +5   |  | Autriche                   | 3-1 |     | 4-0 | 3-3 | 1-0 |
| 3    | Autriche    | 14  | 8 | 4 | 2 | 2 | 17 | 11 | +6   |  | Azerbaïdjan                | 3-2 | 1-2 |     | 2-3 | 0-4 |
| 4    | Albanie     | 4   | 8 | 1 | 1 | 6 | 11 | 20 | -9   |  | Biélorussie                | 4-2 | 2-1 | 1-0 |     | 1-1 |
| 5    | Azerbaïdjan | 4   | 8 | 1 | 1 | 6 | 8  | 19 | -11  |  | Écosse                     | 5-2 | 2-1 | 2-2 | 1-0 |     |

## Résultats et calendrier
| 28 mars 2009 | Albanie | 0 – 1 | Écosse             | Ruzhdi Bizhuta, Elbasan              |                                      |
| 15:30 UTC+2  |         |       | Maguire 85e (pen.) | Arbitrage : Dumitru Aurelian Bogaciu | Arbitrage : Dumitru Aurelian Bogaciu |
| 15:30 UTC+2  | Rapport |       |                    | Arbitrage : Dumitru Aurelian Bogaciu | Arbitrage : Dumitru Aurelian Bogaciu |

| 1er avril 2009 | Écosse                                                                 | 5 – 2 | Albanie             | Falkirk Stadium, Falkirk |                          |
| 17:30 UTC+1    | Goodwillie 36e · Maguire 51e · Shinnie 54e · Murphy 75e · McGinn 90+1e |       | Hyka 73e · Vila 89e | Arbitrage : Sandor Szabo | Arbitrage : Sandor Szabo |
| 17:30 UTC+1    | Rapport                                                                |       |                     | Arbitrage : Sandor Szabo | Arbitrage : Sandor Szabo |

| 12 août 2009 | Biélorussie                  | 2 – 1 | Autriche     | Gorodskoi, Molodechno      |                            |
| 17:00 UTC+3  | Yurchenko 6e · Filipenko 60e |       | Beichler 30e | Arbitrage : Vlado Svilokos | Arbitrage : Vlado Svilokos |
| 17:00 UTC+3  | Rapport                      |       |              | Arbitrage : Vlado Svilokos | Arbitrage : Vlado Svilokos |

| 5 septembre 2009 | Albanie              | 1 – 0 | Azerbaïdjan | Niko Dovana, Durrës          |                              |
| 16:30 UTC+2      | E. Guliyev 63e (csc) |       |             | Arbitrage : Stefano Podeschi | Arbitrage : Stefano Podeschi |
| 16:30 UTC+2      | Rapport              |       |             | Arbitrage : Stefano Podeschi | Arbitrage : Stefano Podeschi |

| 5 septembre 2009 | Autriche    | 1 – 0 | Écosse | Bundesstadion Südstadt, Maria Enzersdorf |                              |
| 18:00 UTC+2      | Weimann 57e |       |        | Arbitrage : Tom Harald Hagen             | Arbitrage : Tom Harald Hagen |
| 18:00 UTC+2      | Rapport     |       |        | Arbitrage : Tom Harald Hagen             | Arbitrage : Tom Harald Hagen |

| 9 septembre 2009 | Azerbaïdjan                    | 2 – 3 | Biélorussie                              | Tofikh Bakhramov-Republic stadium, Bakou |                       |
| 19:00 UTC+5      | Abdullayev 26e · Narimanov 66e |       | Sivakov 36e · Karpovich 43e · Rekish 56e | Arbitrage : Mario Vlk                    | Arbitrage : Mario Vlk |
| 19:00 UTC+5      | Rapport                        |       |                                          | Arbitrage : Mario Vlk                    | Arbitrage : Mario Vlk |

| 9 septembre 2009 | Autriche                  | 3 – 1 | Albanie   | Franz Fürst, Wiener Neudorf |                           |
| 19:00 UTC+2      | Nuhiu 3e 13e · Weimann 5e |       | Roshi 41e | Arbitrage : Artyom Kuchin   | Arbitrage : Artyom Kuchin |
| 19:00 UTC+2      | Rapport                   |       |           | Arbitrage : Artyom Kuchin   | Arbitrage : Artyom Kuchin |

| 10 octobre 2009 | Azerbaïdjan  | 1 – 2 | Autriche                                | Tofikh Bakhramov-Republic stadium, Bakou |                       |
| 19:00 UTC+5     | Soltanov 34e |       | Margreitter 90e (pen.) · Grünwald 90+3e | Arbitrage : Meir Levi                    | Arbitrage : Meir Levi |
| 19:00 UTC+5     | Rapport      |       |                                         | Arbitrage : Meir Levi                    | Arbitrage : Meir Levi |

| 10 octobre 2009 | Écosse       | 1 – 0 | Biélorussie | Saint Mirren Park, Paisley |                            |
| 15:00 UTC+1     | Murphy 90+2e |       |             | Arbitrage : Rusmir Mrkovic | Arbitrage : Rusmir Mrkovic |
| 15:00 UTC+1     | Rapport      |       |             | Arbitrage : Rusmir Mrkovic | Arbitrage : Rusmir Mrkovic |

| 14 octobre 2009 | Biélorussie                                     | 4 – 2 | Albanie               | Gorodskoi, Molodechno            |                                  |
| 14:00 UTC+3     | Nekhaychik 25e · Varankow 38e 72e · Skavych 41e |       | Januzi 75e · Hysa 78e | Arbitrage : Johannes Valgeirsson | Arbitrage : Johannes Valgeirsson |
| 14:00 UTC+3     | Rapport                                         |       |                       | Arbitrage : Johannes Valgeirsson | Arbitrage : Johannes Valgeirsson |

| 13 novembre 2009 | Albanie               | 2 – 2 | Autriche                          | Stade Qemal-Stafa, Tirana   |                             |
| 13:00 UTC+1      | Sykaj 20e · Roshi 50e |       | Samina 52e (csc) · Perstaller 79e | Arbitrage : Tomasz Mikulski | Arbitrage : Tomasz Mikulski |
| 13:00 UTC+1      | Rapport               |       |                                   | Arbitrage : Tomasz Mikulski | Arbitrage : Tomasz Mikulski |

| 14 novembre 2009 | Azerbaïdjan | 0 – 4 | Écosse                                 | Tofikh Bakhramov-Republic stadium, Bakou |                                |
| 18:00 UTC+4      |             |       | Murphy 26e 54e · Arfield 36e · Loy 83e | Arbitrage : Dragomir Stanković           | Arbitrage : Dragomir Stanković |
| 18:00 UTC+4      | Rapport     |       |                                        | Arbitrage : Dragomir Stanković           | Arbitrage : Dragomir Stanković |

| 17 novembre 2009 | Albanie   | 1 – 2 | Biélorussie    | Niko Dovana, Durrës           |                               |
| 13:00 UTC+1      | Roshi 76e |       | Skavych 8e 38e | Arbitrage : Jérôme Laperriere | Arbitrage : Jérôme Laperriere |
| 13:00 UTC+1      | Rapport   |       |                | Arbitrage : Jérôme Laperriere | Arbitrage : Jérôme Laperriere |

| 18 novembre 2009 | Autriche                        | 4 – 0 | Azerbaïdjan | Franz Fürst, Wiener Neudorf   |                               |
| 17:00 UTC+1      | Nuhiu 10e 19e 79e · Weimann 83e |       |             | Arbitrage : Alexander Gvardis | Arbitrage : Alexander Gvardis |
| 17:00 UTC+1      | Rapport                         |       |             | Arbitrage : Alexander Gvardis | Arbitrage : Alexander Gvardis |

| 3 mars 2010 | Écosse                             | 2 – 2 | Azerbaïdjan                  | Falkirk Stadium, Falkirk      |                               |
| 19:30 UTC+0 | Maguire 32e (pen.) · Griffiths 66e |       | Hajiyev 13e · Abdullayev 65e | Arbitrage : Ken Henry Johnsen | Arbitrage : Ken Henry Johnsen |
| 19:30 UTC+0 | Rapport                            |       |                              | Arbitrage : Ken Henry Johnsen | Arbitrage : Ken Henry Johnsen |

| 11 août 2010 | Autriche                              | 3 – 3 | Biélorussie                  | Waldstadion, Pasching         |                               |
| 19:00 UTC+2  | Nuhiu 29e 45e · Arnautovic 35e (pen.) |       | Sivakov 31e · Rekish 75e 90e | Arbitrage : Carlos Clos Gómez | Arbitrage : Carlos Clos Gómez |
| 19:00 UTC+2  | Rapport                               |       |                              | Arbitrage : Carlos Clos Gómez | Arbitrage : Carlos Clos Gómez |

| 3 septembre 2010 | Biélorussie    | 1 – 1 | Écosse             | Gorodskoy Stadion, Baryssaw |                           |
| 18:00 UTC+3      | Nekhaychik 36e |       | Maguire 64e (pen.) | Arbitrage : Antti Munukka   | Arbitrage : Antti Munukka |
| 18:00 UTC+3      | Rapport        |       |                    | Arbitrage : Antti Munukka   | Arbitrage : Antti Munukka |

| 4 septembre 2010 | Azerbaïdjan                               | 3 – 2 | Albanie                    | Tofiq Bähramov adına Respublika Stadionu, Bakou |                           |
| 19:00 UTC+5      | Soltanov 17e · Seyidov 37e · Gurbanov 43e |       | Cikalleshi 45e · Balaj 87e | Arbitrage : Marios Panayi                       | Arbitrage : Marios Panayi |
| 19:00 UTC+5      | Rapport                                   |       |                            | Arbitrage : Marios Panayi                       | Arbitrage : Marios Panayi |

| 7 septembre 2010 | Biélorussie    | 1 – 0 | Azerbaïdjan | Gorodskoy Stadion, Baryssaw   |                               |
| 18:00 UTC+3      | Nekhaychik 76e |       |             | Arbitrage : Stavros Tritsonis | Arbitrage : Stavros Tritsonis |
| 18:00 UTC+3      | Rapport        |       |             | Arbitrage : Stavros Tritsonis | Arbitrage : Stavros Tritsonis |

| 7 septembre 2010 | Écosse                   | 2 – 1 | Autriche       | Pittodrie, Aberdeen        |                            |
| 16:00 UTC+1      | Bannan 29e · Maguire 89e |       | Arnautović 10e | Arbitrage : Antony Gautier | Arbitrage : Antony Gautier |
| 16:00 UTC+1      | Rapport                  |       |                | Arbitrage : Antony Gautier | Arbitrage : Antony Gautier |

## Buteurs
| Pos | Joueur             | Pays        | Buts |
| --- | ------------------ | ----------- | ---- |
| 1   | Atdhe Nuhiu        | Autriche    | 7    |
| 2   | Chris Maguire      | Écosse      | 5    |
| 3   | Jamie Murphy       | Écosse      | 4    |
| 4   | Odise Roshi        | Albanie     | 3    |
| 4   | Andreas Weimann    | Autriche    | 3    |
| 4   | Pavel Nekhaychik   | Biélorussie | 3    |
| 4   | Dmitri Rekish      | Biélorussie | 3    |
| 4   | Maksim Skavych     | Biélorussie | 3    |
| 9   | Marko Arnautovic   | Autriche    | 2    |
| 9   | Araz Abdullayev    | Azerbaïdjan | 2    |
| 9   | Bakhtiyar Soltanov | Azerbaïdjan | 2    |
| 9   | Mikhail Sivakov    | Biélorussie | 2    |
| 9   | Andrei Voronkov    | Biélorussie | 2    |
| 14  | Bekim Balaj        | Albanie     | 1    |
| 14  | Sokol Cikalleshi   | Albanie     | 1    |
| 14  | Jahmir Hyka        | Albanie     | 1    |
| 14  | Vilfor Hysa        | Albanie     | 1    |
| 14  | Ahmed Januzi       | Albanie     | 1    |
| 14  | Arsen Sykaj        | Albanie     | 1    |
| 14  | Emiljano Vila      | Albanie     | 1    |
| 14  | Daniel Beichler    | Autriche    | 1    |
| 14  | Alexander Grünwald | Autriche    | 1    |
| 14  | Georg Margreitter  | Autriche    | 1    |
| 14  | Julius Perstaller  | Autriche    | 1    |
| 14  | Ruslan Gurbanov    | Azerbaïdjan | 1    |
| 14  | Nizami Hajiyev     | Azerbaïdjan | 1    |
| 14  | Mirhuseyn Seyidov  | Azerbaïdjan | 1    |
| 14  | Tural Narimanov    | Azerbaïdjan | 1    |
| 14  | Yegor Filipenko    | Biélorussie | 1    |
| 14  | Igor Karpovich     | Biélorussie | 1    |
| 14  | Vladimir Yurchenko | Biélorussie | 1    |
| 14  | Scott Arfield      | Écosse      | 1    |
| 14  | Barry Bannan       | Écosse      | 1    |
| 14  | David Goodwillie   | Écosse      | 1    |
| 14  | Leigh Griffiths    | Écosse      | 1    |
| 14  | Rory Loy           | Écosse      | 1    |
| 14  | Stephen McGinn     | Écosse      | 1    |
| 14  | Andrew Shinnie     | Écosse      | 1    |

Buteurs contre leur camp :
| Joueur         | Pays                       | Buts csc |
| -------------- | -------------------------- | -------- |
| Eshgin Guliyev | Azerbaïdjan (pour Albanie) | 1        |
| Klodian Samina | Albanie (pour Autriche)    | 1        |